# Hyles robertsi

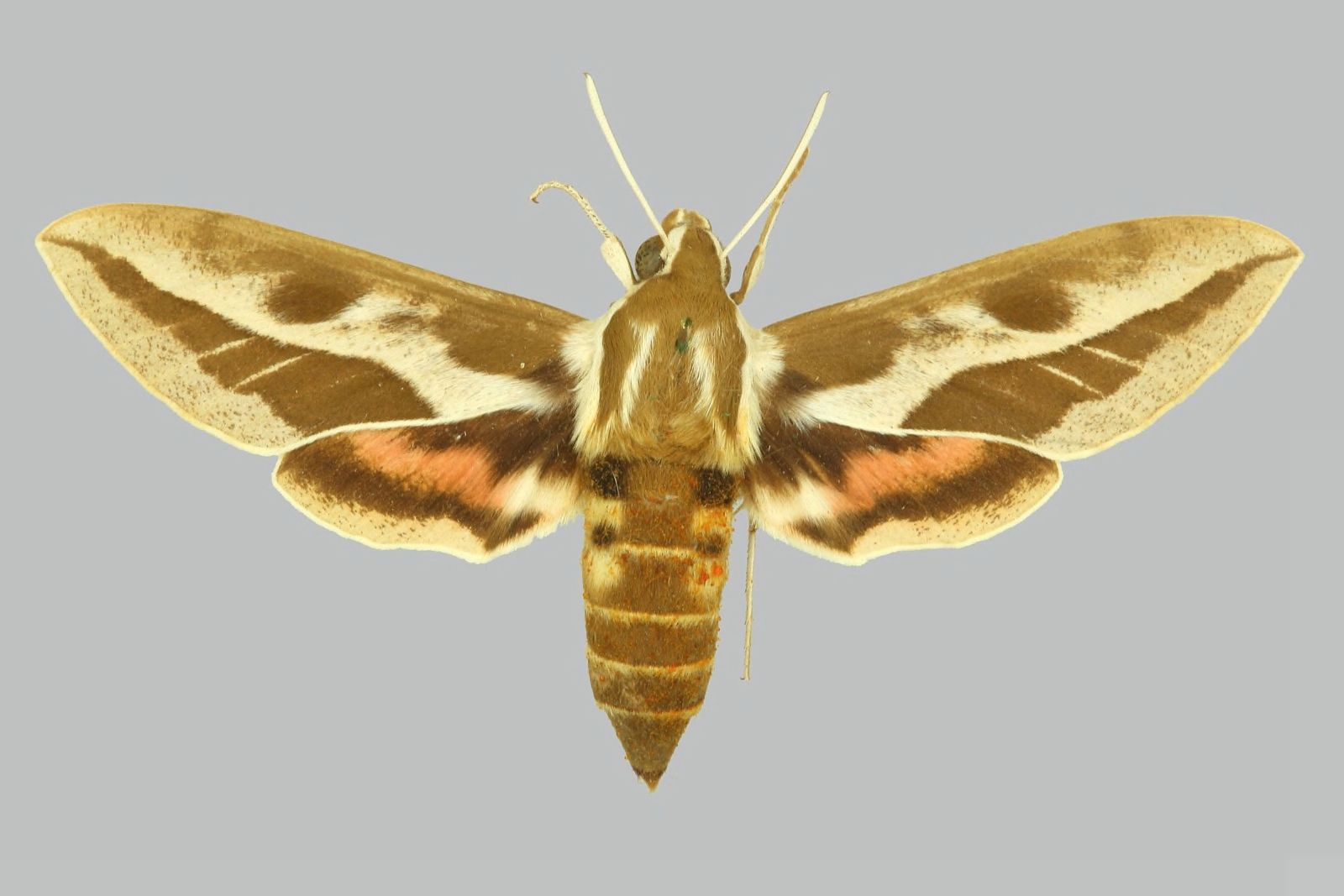

Hyles robertsi là một loài bướm đêm thuộc họ Sphingidae. Nó được tìm thấy ở Iran, the Kopet Dag Mountains of Turkmenistan, eastward to central and miền đông Afghanistan, Kashmir and the Pamirs. It is also known from miền tây Pakistan. Vài tác gia xem nó là phụ loài của Hyles euphorbiae.
The wingspan is 65–85 mm. Nó rất giống với Hyles euphorbiae euphorbiae.
Ấu trùng ăn herbaceous Euphorbia species.

## Phụ loài
- Hyles robertsi robertsi
- Hyles robertsi elisabethae Ebert, 1996 (Pakistan)
- Hyles robertsi peplidis (Christoph, 1894) (Iran)